# 秋田拓士
秋田 拓士（あきた たくじ、1956年(昭和31年)5月8日 - ）は、日本の実業家。2024年（令和5年）5月23日から株式会社近鉄百貨店の取締役会長を務めている。

## 略歴
丸物・京都近鉄時代を除くと、近畿日本鉄道入社でない近鉄百貨店社長は初である。
- 1956年（昭和31年）5月8日：大阪府に生まれる。
- 1981年（昭和56年）
  - 3月：同志社大学文学部を卒業
  - 4月：旧・株式会社近鉄百貨店入社[注 2]
- 2002年（平成14年）5月：近畿日本鉄道（現近鉄グループホールディングス）出向
- 2005年（平成17年）6月：近鉄リテールサービス（現近鉄リテーリング）取締役 企画部および営業第1部ゼネラルマネージャー
- 2009年（平成21年）6月：同社常務取締役 営業第1部ゼネラルマネージャー
- 2011年（平成23年）6月：同社専務取締役 営業本部長
- 2013年（平成25年）5月：近鉄百貨店執行役員
- 2014年（平成26年）5月：取締役常務執行役員
- 2015年（平成27年）5月：取締役専務執行役員
- 2016年（平成28年）5月：代表取締役専務執行役員[1]
- 2019年（令和元年）5月23日：代表取締役社長に就任
- 2024年（令和6年）5月22日：取締役会長

## 人物
人と接点を持つことが好きで、様々な人と接点を持ちたいと考えて百貨店への入社を選んだ。社長となった際も新入社員時代に担当した客から祝福の電話をもらうなどし、人とのつながりを実感しているという。
2002年から近畿日本鉄道や子会社の近鉄リテールサービス（現近鉄リテーリング）に出向して、駅ナカ商業施設の開発に携わっている。ここで近畿日本鉄道でこれらの事業を行っていた高松啓二と知り合う。この頃はどこへコンビニを出店するかを考えるため、実際に沿線の駅を歩いた。その習慣で後年、近鉄百貨店の社長となったのちも月に2-3回は各店舗を訪問して売り場を確認し、現場の鮮度を保とうとしている。
2013年には近鉄百貨店へ戻り、社長となった高松とともに不振だった同社の経営再建に取り組んだ。郊外店の再構築やフランチャイズ方式による直営事業の展開など、事業構造改革ならびに収益基盤の強化を図り、2019年2月期には12期ぶりの復配を実現。これを機に、さらなる成長へ向けて経営体制の刷新のため、社長を秋田へ交代した。高松は秋田の判断力や行動力を特に評価している。
秋田は社長に在任後、前述の取り組みを継続し、あべのハルカス近鉄本店の1フロアを台湾の食雑貨ブランド「神農生活」のFC展開など台湾ブランドを集めたフロアに改装した。百貨店業界で厳しいと言われる郊外店についても閉店しない方針で、「駅前立地の施設として社会的役割は大きい」「地域に役立つ機能が必要」と専門店のフランチャイズ運営や食品売場の改装を進めることで、草津店や生駒店などの「タウンセンター化」を図る。さらに、売上が2009年度の30％から20％にまで低下した衣料品の売り場を削り、衣食住が混在した店を作ることで「楽しい店づくりの原点に立ち帰る」とする。
プライベートでは、休日に畑仕事や地域の草刈りなどへ参加する。ここでも人とのつながりを大切にしている。